# Giovanni di Gorze
Giovanni di Gorze, al secolo Jean de Vandières, (900 circa – 976), è stato un abate franco, riformatore della Regola benedettina, che è venerato come santo.

## Biografia
Nato in una famiglia ricca e pia, Giovanni ricevette un'accurata formazione, prima a Metz e successivamente nel monastero benedettino di Saint-Mihiel.
Alla morte del padre dovette occuparsi della gestione del patrimonio di famiglia, fino a che non ne furono in grado i fratelli. Il conte Ricuino lo nominò curato della chiesa di Saint-Pierre de Vandières, allora di sua proprietà ed allo stesso modo un nobile di nome Warnier gli offrì la cura della chiesa di San Lorenzo di Fontenoy-sur-Moselle.
Jean de Vandières aspirava ad una vita di asceta e ne cercò la via. Si recò quindi in pellegrinaggio in Italia a visitare alcuni monasteri, insieme ad altri amici chierici come lui, tra i quali l'arcidiacono Einoldo di Toul. Di ritorno in Lotaringia si ripropose, con i suoi compagni di viaggio, di entrare in uno dei monasteri italiani visitati ma il vescovo di Metz Adalberone I, venuto a conoscenza dei loro progetti, propose loro la rifondazione di un'abbazia a Gorze. Così, nel 934, Jean de Vandières ed i suoi amici entrarono nell'abbazia di Gorze. Essi si dedicano a riformare la regola benedettina, facendo sì che la vecchia abbazia (allora in territorio germanico) diventasse la punta di lancia di un movimento che si estese successivamente a tutto l'impero.

Egli ottenne da Bosone, conte di Champagne, la restituzione del Vanou. Nel 953 accettò di condurre un'ambasciata per conto di Ottone I presso Abd al-Rahman III, califfo di Cordova in Spagna, rimanendovi prigioniero fino al 956.
Rientrato a Gorze, divenne abate nel 968, succedendo ad Einoldo. Terminò i suoi giorni come abate di Gorze.

## Culto
La sua santità, non caratterizzata da alcun miracolo, fu riconosciuta solo in epoca moderna e solamente tramite gli agiografi benedettini. Una cappella gli è dedicata nella chiesa di Vandières ma egli non venne mai ufficialmente canonizzato dalla Chiesa cattolica.
La sua vita è descritta da Jean de Saint-Arnoul in un testo agiografico in lingua latina, la 
Historia de vita Johannis Gorzie coenobii abbatis.
Viene ricordato il 27 febbraio.